# Linnaemya pilitarsis
Linnaemya pilitarsis är en tvåvingeart som först beskrevs av Villeneuve 1913.  Linnaemya pilitarsis ingår i släktet Linnaemya och familjen parasitflugor. Inga underarter finns listade i Catalogue of Life.